# 多久市立東原庠舎中央校

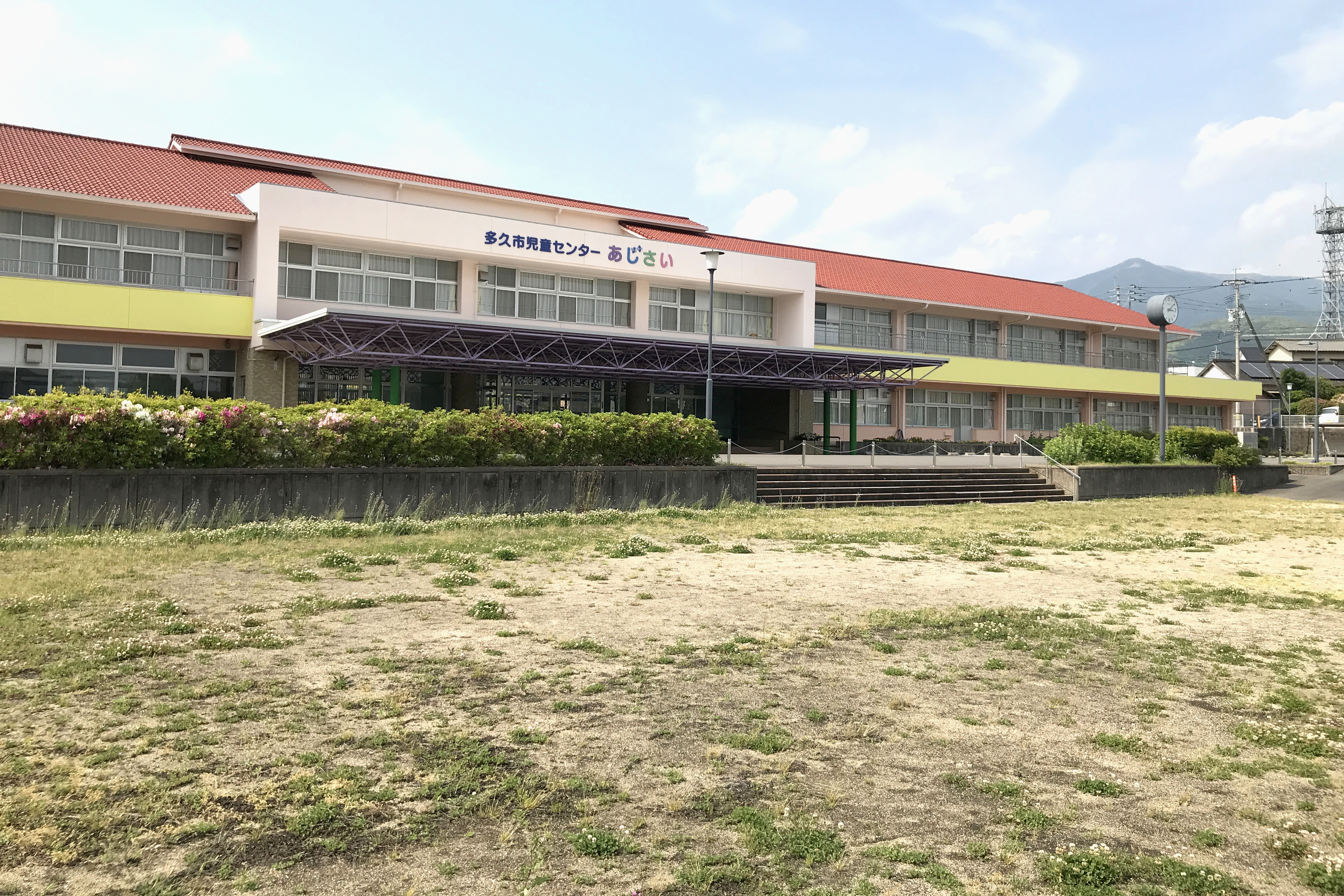
旧・多久市立北部小学校（多久市児童センターあじさい）

多久市立東原庠舎中央校（たくしりつ とうげんしょうしゃちゅうおうこう）は、佐賀県多久市南多久町にある公立の小中一貫義務教育学校。

## 概要
- 本校は、北部・緑が丘・南部の3小学校を統合・再編した上で、一時期は中央中学校との小中一貫校の形をとった後、校種変更により義務教育学校「東原庠舎中央校」として改めて開校した[1]。
- 本校は、『4・3・2制』を採る[1]。
- 「東原庠舎」の呼称は、佐賀藩多久邑領主多久茂文が元禄12年（1699年）現在の多久町東の原に設置した郷学（教育機関）に由来する。多久市立の小中学校はすべて義務教育学校となっており、校名がすべて「多久市立東原庠舎」で始まっている（中央校・東部校・西渓校）。

## 歴史
旧・北部小学校、北部中学校
- 1874年（明治7年）8月 - 多久原村に「栲原小学校」、小侍村に「小森小学校」が創立。
- 1887年（明治20年）- 小学校令施行により、「尋常多久原小学校」、「尋常小侍小学校」に改称。
- 1889年（明治22年）4月1日 - 町村制施行により、多久原村と小侍村の2村が合併し、北多久村が発足。
- 1882年（明治25年）4月 - 「多久原尋常小学校」、「小侍尋常小学校」に改称。
- 1885年（明治28年）5月 - 上記2校が統合の上、高等科を併置し、「北多久尋常高等小学校」に改称。
- 1941年（昭和16年）4月1日 - 国民学校令の施行により、「北多久村国民学校」に改称。尋常科を初等科に改める。
- 1947年（昭和22年）4月1日 - 学制改革が行われる。
  - 北多久村国民学校の初等科が新制小学校に改組され、「北多久村立北多久小学校」に改称。
  - 北多久村国民学校の高等科が青年学校普通科とともに、新制中学校「北多久村立北多久中学校」に改組される。当初小学校に併置される。
- 1949年（昭和24年）4月1日 - 北多久村の町制施行により「北多久町立北多久小学校」・「北多久町立北多久中学校」に改称。
- 1954年（昭和29年）
  - 5月1日 - 町村合併により多久市が発足。これにより、「多久市立北部小学校」・「多久市立北部中学校」に改称。
  - 10月 - 莇原の天徳寺の裏に南山分校（小学校）を設置。
- 1955年（昭和30年）4月1日 - 南山分校を多久市立北部小学校 西校舎とする。
- 1956年（昭和31年）4月1日 - 南山分校が分離の上、多久市立北部第二小学校として独立。
- 1983年（昭和58年）3月31日 - 多久市立北部中学校が閉校。36年の歴史に幕を閉じる。
- 2013年（平成25年）3月31日 - 多久市立北部小学校が閉校。139年の歴史に幕を閉じる。
  - 最終所在地（北部小学校） - 〒846-0002 佐賀県多久市北多久町大字小侍40番地2（北緯33度17分15.4秒 東経130度06分28.4秒 / 北緯33.287611度 東経130.107889度）
  - 閉校後の活用 - 多久市児童センターあじさい

旧・緑が丘小学校
- 1954年（昭和29年）10月 - 莇原の天徳寺の裏に「多久市立北部小学校 南山分校」が設置される。
- 1955年（昭和30年）4月1日 - 「多久市立北部小学校 西分校」となる。
- 1956年（昭和31年）4月1日 - 北部小学校より分離の上、「多久市立北部第二小学校」として独立。
- 1958年（昭和33年）4月1日 - 「多久市立緑が丘小学校」に改称。
- 2013年（平成25年）3月31日 - 閉校。59年の歴史に幕を閉じる。
  - 最終所在地（緑が丘小学校）- 〒846-0002 佐賀県多久市北多久町大字小侍45番3（北緯33度17分32.1秒 東経130度05分45.6秒 / 北緯33.292250度 東経130.096000度）
  - 閉校後の活用 - 体育館と校庭は社会体育施設。校舎は解体され、跡地に多久市緑が丘弓道場が設置されている。

旧・南部小学校、南部中学校

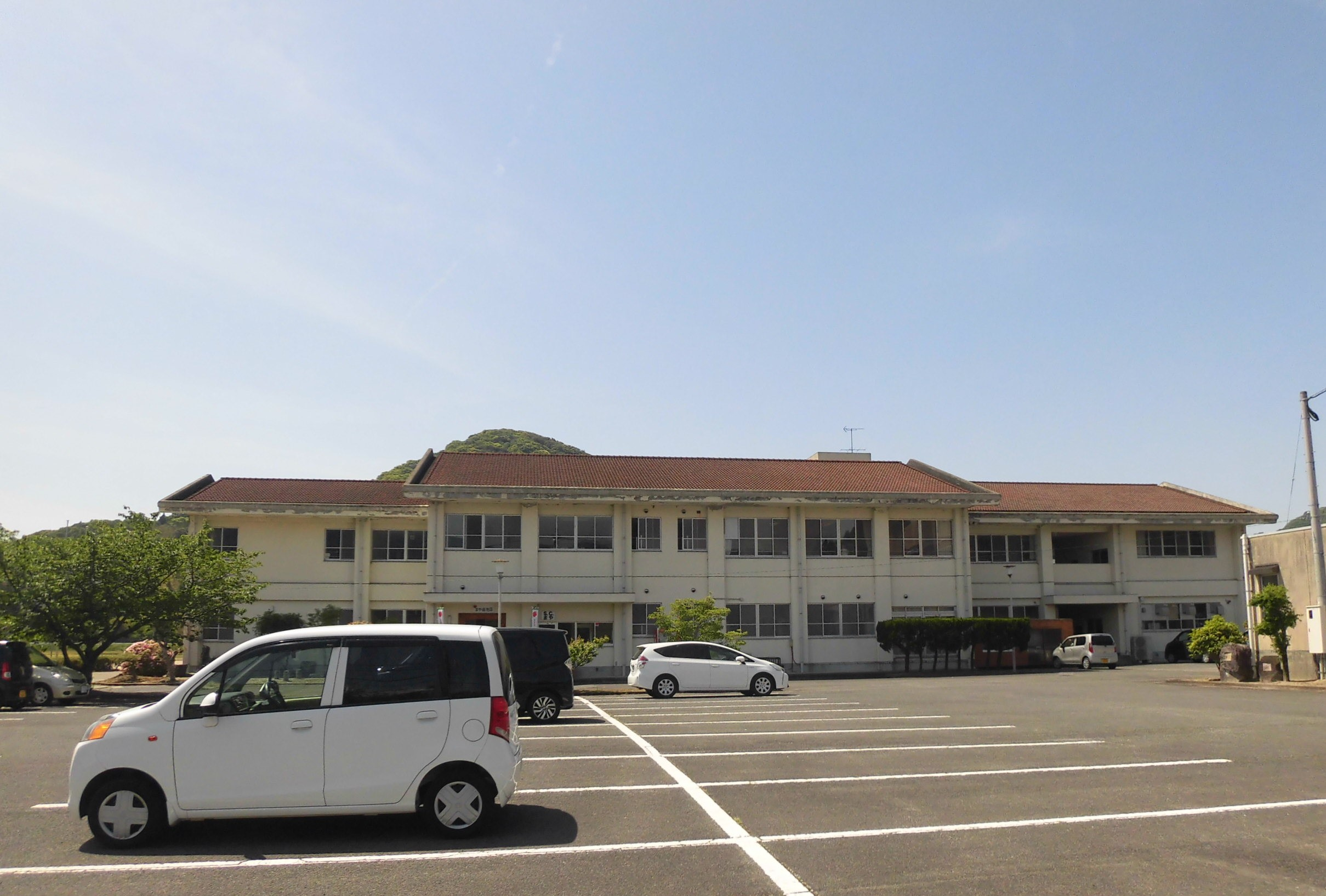
旧・多久市立南部小学校

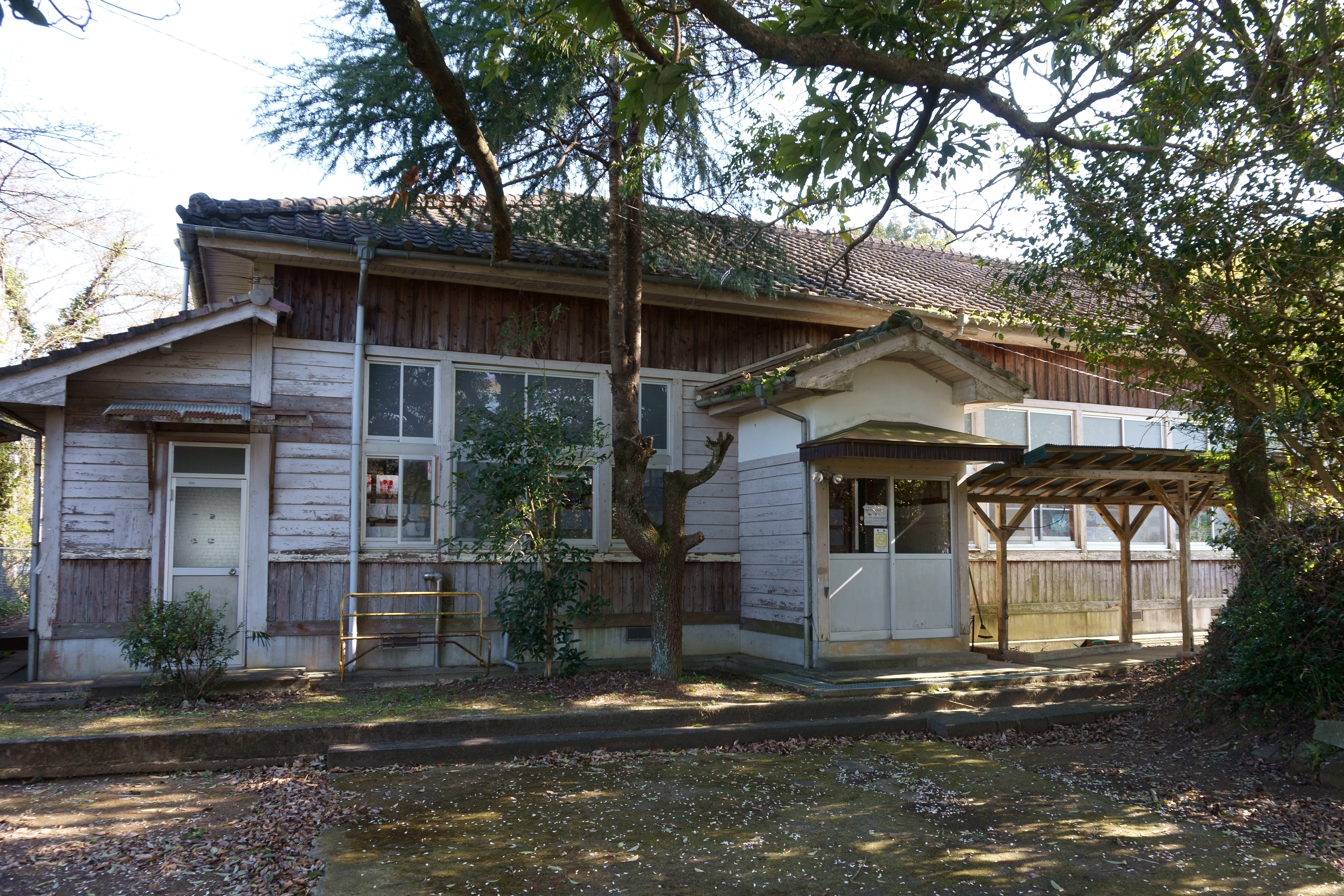
旧・多久市立南部小学校 南渓分校

- 1874年（明治7年）6月 -「牟田小学校」が創立。
- 1875年（明治8年）- 「長尾小学校」が創立。
- 1877年（明治10年）- 牟田小学校が「下多久小学校」に改称。
- 1885年（明治18年）2月 - 下多久小学校と長尾小学校の2校を統合の上、「公立中等習成小学校」に改称。
- 1886年（明治19年）11月 - 小学校令施行により、「尋常習成小学校」に改称。
- 1889年（明治22年）4月1日 - 町村制施行により、小城郡下多久村と長尾村、杵島郡山口村の一部が合併し、南多久村が発足。
- 1891年（明治24年）11月 - 「尋常笹原小学校」が設置される。
- 1882年（明治25年）4月 - 「習成尋常小学校」、「笹原尋常小学校」に改称。
- 1894年（明治27年）5月 - 高等科を併置し、「習成尋常高等小学校」に改称。
- 1896年（明治29年）4月 - 笹原尋常小学校を統合の上、南渓分教場とする。
- 1901年（明治34年）4月 - 「南多久尋常高等小学校」に改称。
- 1941年（昭和16年）4月1日 - 国民学校令の施行により、「南多久村国民学校」に改称。尋常科を初等科に改める。
- 1947年（昭和22年）4月1日 - 学制改革が行われる。
  - 南多久村国民学校の初等科が新制小学校に改組され、「南多久村立南多久小学校」に改称。
  - 南多久村国民学校の高等科が青年学校普通科とともに、新制中学校「南多久村立南多久中学校」に改組される。当初小学校に併置される。
- 1954年（昭和29年）5月1日 - 町村合併により多久市が発足。これにより、「多久市立南部小学校」・「多久市立南部中学校」に改称。
- 1983年（昭和58年）3月31日 - 多久市立南部中学校が閉校。36年の歴史に幕を閉じる。
- 2008年（平成20年）3月31日 - 南渓分校が閉校。
  - 最終所在地（南渓分校） - 〒846-0024 佐賀県多久市南多久町大字下多久5137番地（北緯33度15分15.9秒 東経130度08分24.9秒 / 北緯33.254417度 東経130.140250度）
- 2013年（平成25年）3月31日 - 多久市立南部小学校が閉校。139年の歴史に幕を閉じる。
  - 最終所在地（南部小学校） - 〒846-0024 佐賀県多久市南多久町下多久6103番地2（北緯33度16分16.0秒 東経130度07分31.1秒 / 北緯33.271111度 東経130.125306度）
  - 閉校後の活用 - 校舎は障害者支援施設、体育館と校庭は地域の社会体育施設。

中央中学校
- 1983年（昭和58年）4月1日 - 多久市立北部中学校と多久市立南部中学校の2校を統合の上、「多久市立中央中学校」が開校。

小中一貫校（中央小学校・中央中学校）
- 2013年（平成25年）4月1日 - 多久市内の7小学校を再編。そのうちの3校（北部、緑が丘、南部）を統合し「多久市立中央小学校」開校。多久市立中央中学校との小中一貫校[1]。小中併せた通称として「東原庠舎中央校」の名も用いた。

義務教育学校
- 2017年（平成29年）4月1日 - 校種変更により、義務教育学校「多久市立東原庠舎中央校」（現校名）開校[1]。

## 学区
学区は北多久町・南多久町の全域。
学区が広範囲のためスクールバスを運行しており、通学距離が1 - 6年生は2km、7 - 9年生は6km以上が対象。

## 周辺
- JR唐津線
- 長崎自動車道 - ただし、付近を通るだけで、インターチェンジは無い。

## アクセス
- JR唐津線中多久駅から、徒歩約750m・約12分。

## 参考資料
- 「小城郡史」（小城郡教育会, 1934年（昭和9年）出版）
- 「多久の歴史」（多久市, 1964年（昭和39年）出版）